# Yttergrans kyrka
Yttergrans kyrka är en kyrkobyggnad som tillhör Kalmar-Yttergrans församling i Uppsala stift. Kyrkan härstammar från slutet av 1100-talet och är stiftets minsta medeltidskyrka. Den ligger på en ås väster om Ullevifjärdarna några kilometer norr om Bålsta.

## Kyrkobyggnaden
Kyrkan har en stomme av gråsten, och består av rektangulärt långhus med ett smalare rakt avslutat kor i öster. Vid långhusets västra sida finns ett kyrktorn och vid dess sydvästra sida ett vidbyggt vapenhus. Öster om koret finns sakristian med samma bredd som koret. Ytterväggarna är belagda med puts. Långhus och vapenhus har sadeltak, medan koret och sakristian täcks av ett gemensamt, valmat sadeltak. Tornet kröns av en karnissvängd huv, som i likhet med övriga tak är spåntäckt. Kyrkorummet nås via vapenhuset. Kyrkorummet präglas av kalkmålningar utförda av den berömde kyrkomålaren Albertus Pictor.

### Tillkomst och ombyggnader
Under slutet av 1100-talet eller omkring år 1200 uppfördes den lilla kyrkan i romansk stil med ett smalare kor och en absid. Troligen fungerade den som gårdskyrka. Av den ursprungliga kyrkan återstår nuvarande långhus och kor. Från början hade kyrkorummet ett platt trätak eller möjligen en öppen takstol. I absiden fanns ett hjälmvalv av gråsten. Vid ursprungskyrkans södra sida fanns en rundbågig ingång som senare vidgades och blev nuvarande portal mellan vapenhus och långhus. Kyrktornet i väster tillkom troligen under början av 1200-talet. Tornet var isolerat från övriga kyrkobyggnaden och nuvarande arkadbåge mellan torn och långhus saknades. 
Under orostider var kyrkan tillflyktsplats och tornet användes då till försvar. Tornkammaren hade från början ett massivt tunnvalv av gråsten. Omkring år 1300 verkar kyrkorummet ha blivit för litet. Mellan långhuset och tornkammaren byggdes en arkadbåge av tegel som dekorerades med kvadermålningar. Triumfbågen mellan långhus och kor vidgades. På triumfbågens västra sida finns en delvis bevarad målning i sicksackmönster som visar storleken på den vidgade triumfbågen. Eftersom man behöll det ursprungliga innertaket var triumfbågen lägre än vad den är nu. 
På 1480-talet ersattes tidigare trätak med nuvarande tegelvalv i kor och långhus. Kyrkorummets valv och väggar försågs med kalkmålningar av Albertus Pictor. Vapenhuset i söder uppfördes och i öster avskildes absiden från koret för att nyttjas som sakristia. Vidare förhöjdes tornet och försågs med en gotisk spira.

### Ombyggnader efter medeltiden
Kyrkans exteriör präglas till stor del av 1700-talets byggnadsarbeten. År 1723, natten mellan 14 och 15 maj, slog blixten ned och kyrkan drabbades av en förödande eldsvåda. Tornspira, tak och klockstapel brändes fullständigt ned, kyrkklockorna smälte och tornmuren rämnade på två sidor. Ett förslag framfördes att riva kyrkan och bygga till en ny korsarm på Övergrans kyrka. Församlingborna gick inte med på förslaget utan satte genast igång med att reparera kyrkan. Tornrummets instörtade valv ersattes av ett platt trätak. Tidigare spetsiga tornspira ersattes av en lägre provisorisk tornhuv. Först på 1740-talet var kyrkan helt återställd. 
Åren 1745–1746 revs den romanska absiden i öster och nuvarande sakristia uppfördes. Sakristian byggdes av gråsten och försågs invändigt med ett plant trätak. En genomgripande restaurering och modernisering genomfördes åren 1773–1775 under ledning av murmästaren Alexander Högman från Stockholm. Nuvarande tornhuv tillkom då, alla fönster förstorades och ett nytt fönster togs upp i norra långväggen. Kyrkans ytterväggar rappades, invändigt vitlimmades kyrkorummet och försågs med ny inredning. 
En grundlig restaurering genomfördes 1927 under ledning av arkitekt Sven Brandel då de medeltida kalkmålningarna knackades fram. Norra långväggens fönster, som togs upp vid renoveringen 1773–1775, blev nu igenmurat. Alla fönster försågs med nya bågar och antikglas. Golven lades om, inredningen restaurerades och elektrisk uppvärmning installerades.

## Inventarier
- Äldsta inventarium är nederdelen av en dopfunt från 1200-talet som är huggen i gotländsk kalksten. Nuvarande cuppa och skaft av trä har tillkommit senare, möjligen på 1700-talet eller 1800-talet.
- En dopfunt av ek är skänkt till kyrkan 1949 av församlingens kyrkliga syförening. Tillhörande dopskål av drivet silver är tillverkad av Lagerströms i Enköping.
- Ett altarskåp med fem stående helgon är troligen från 1470-talet. Endast altarskåpets mittdel är bevarad. Altarskåpet restaurerades 1927 och ställdes då vid norra långväggen.
- Altarpredikstolen är ett verk av skulptören Westman och snickaren Olof Söderdahl från Stockholm. Den tillkom vid bygget av det nya koret 1775 och är placerat ovanför altaret.
- Altartavlan, som samtidigt utgör framsidan till predikstolen, är en oljemålning från år 1777. Dess motiv är Kristus på korset.
- Från 1600-talet härstammar en brudbänk.

### Orgel
Den första orgeln byggdes 1776 av stolmakaren och orgelbyggaren Jonas Ekengren, Stockholm. Den återställdes i ursprungligt skick av Mats Kjersgaard 1968. Orgeln har sex stämmor och anses som en av Upplands finaste äldre orglar.
| Manual C-d3   |
| ------------- |
| Gedackt 8     |
| Principal 4   |
| Saltsinal 4 D |
| Quinta 3      |
| Octava 2      |
| Mixtur II     |

#### Diskografi
- Gamla uppländska orglar / Löfgren, Rudolf, orgel. LP. Proprius PROP 7796. 1979.
- 7 organs : seven historical organs in Sweden played by Naoko Imai. CD. Musica rediviva MRCD 011. 2004.

## Omgivning
- Nordost om kyrkan står en rödfärgad delvis brädfodrad klockstapel, uppförd 1763-1766. Stapeln har en vindflöjel som bär årtalet 1688 och kommer troligen från en tidigare klockstapel som brann ned 1723. Av stapelns kyrkklockor är den större gjuten 1798 och den mindre 1725.
- I kyrkogårdsmurens södra del finns rester av en äldre mur som har varit spåntäckt. I gamla kyrkogårdsmuren har en stiglucka funnits på samma plats där nordöstra ingången numera finns. Stigluckan är sedan 1812 ersatt av två rappade tegelpelare.
- Omkring 100 meter nordväst om kyrkogården ligger ett begravningskapell, uppfört 1954 efter ritningar av arkitekten Bengt Romare.

## Kuriosa
Här gjorde Lasse-Maja en av sina kupper och stal kyrksilvret. Den uppborrade kyrkporten är bevarad och står uppställd vid klockstapeln.

## Bilder

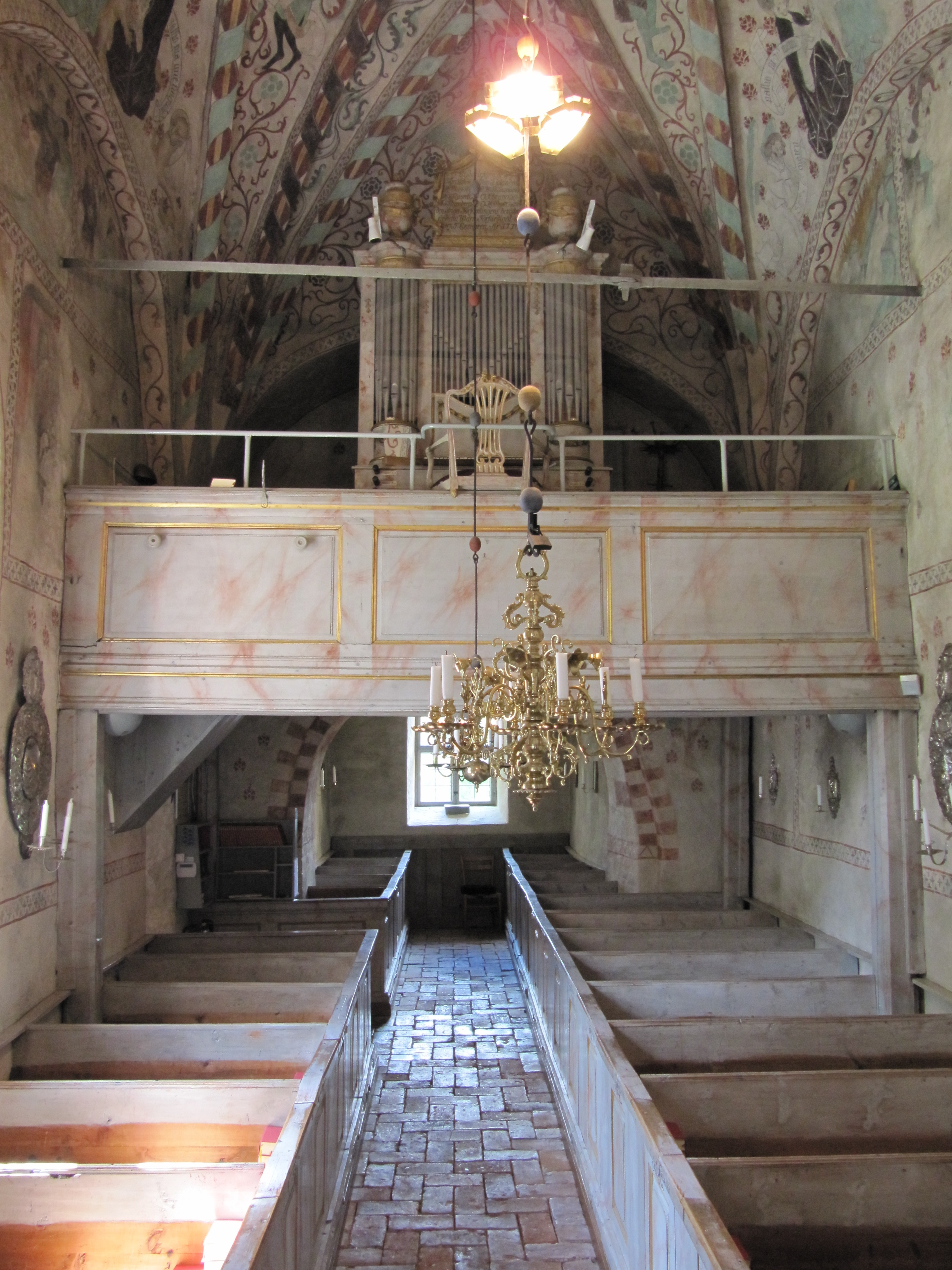
Kyrkorum mot orgelläktare
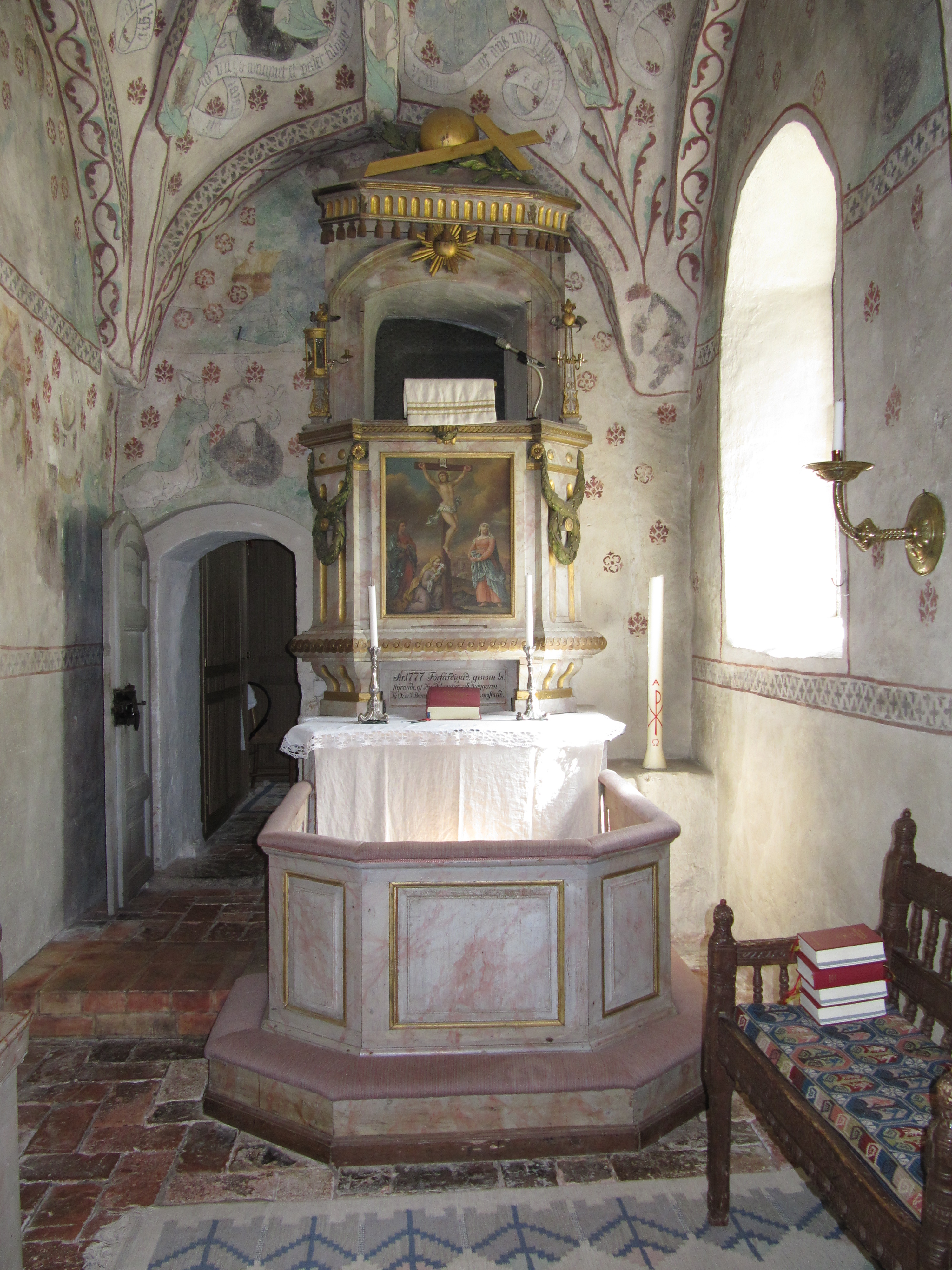
Kor med Altarpredikstol
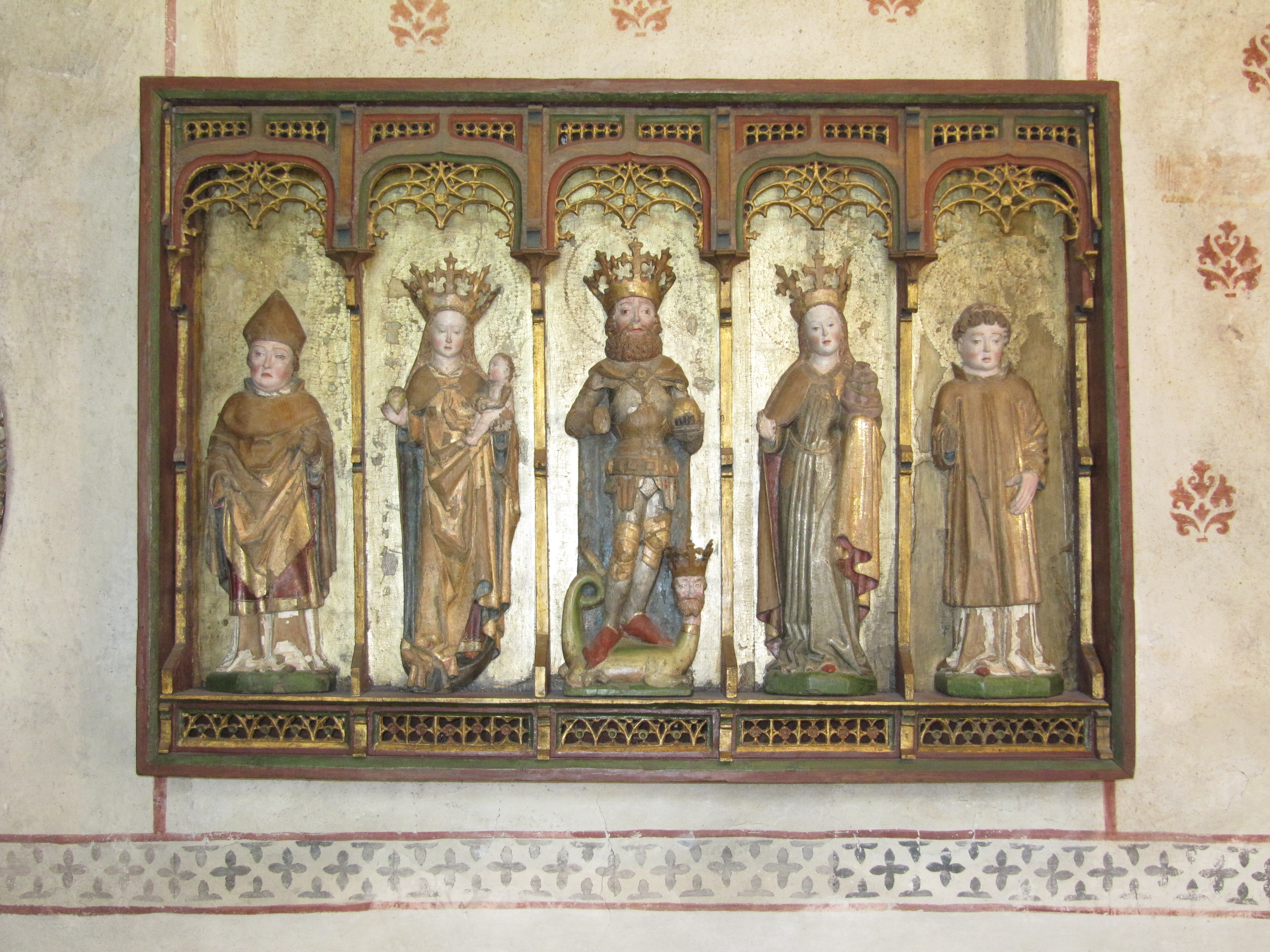
Rester av ett sakramentsskåp
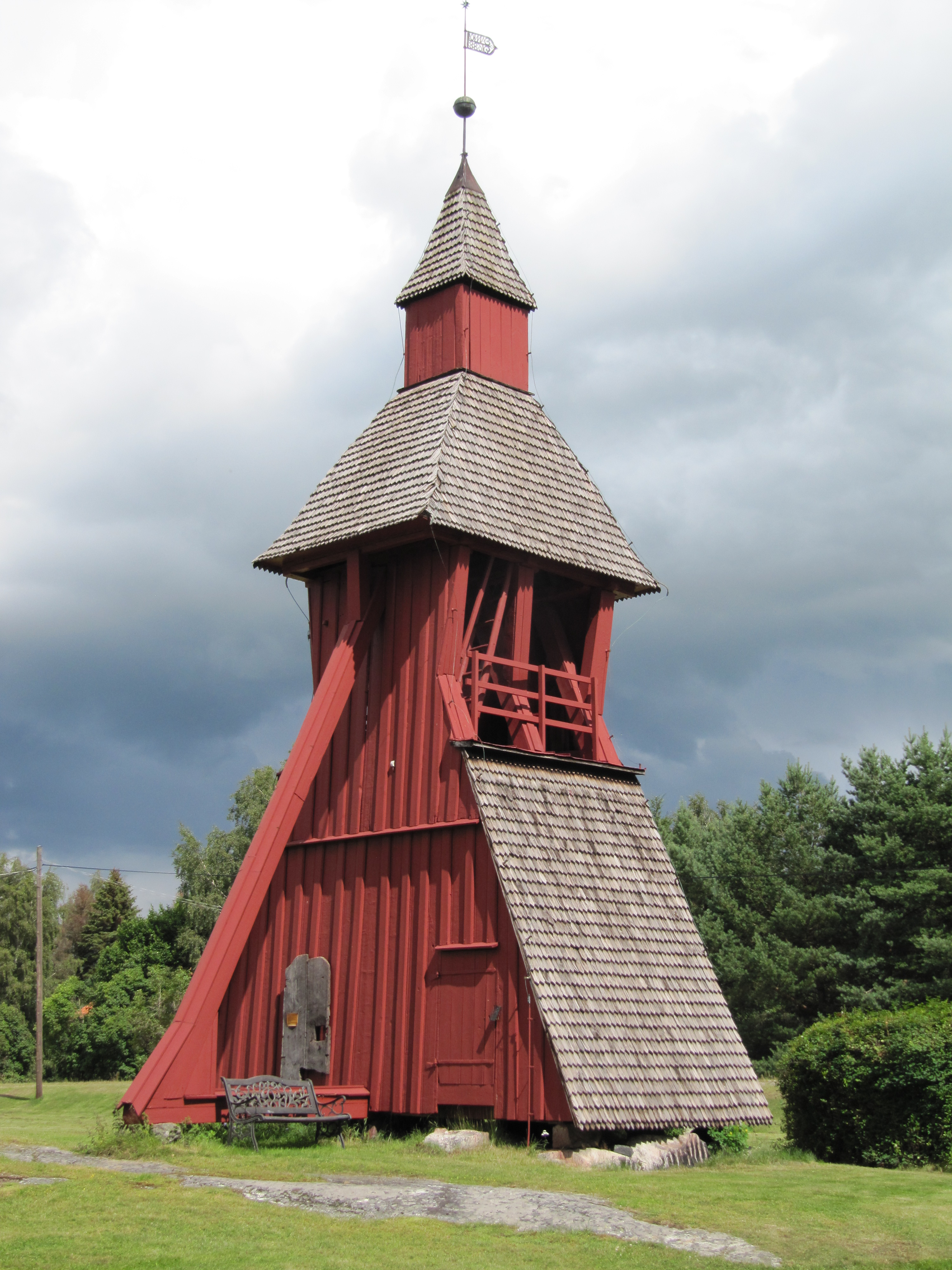
Klockstapel
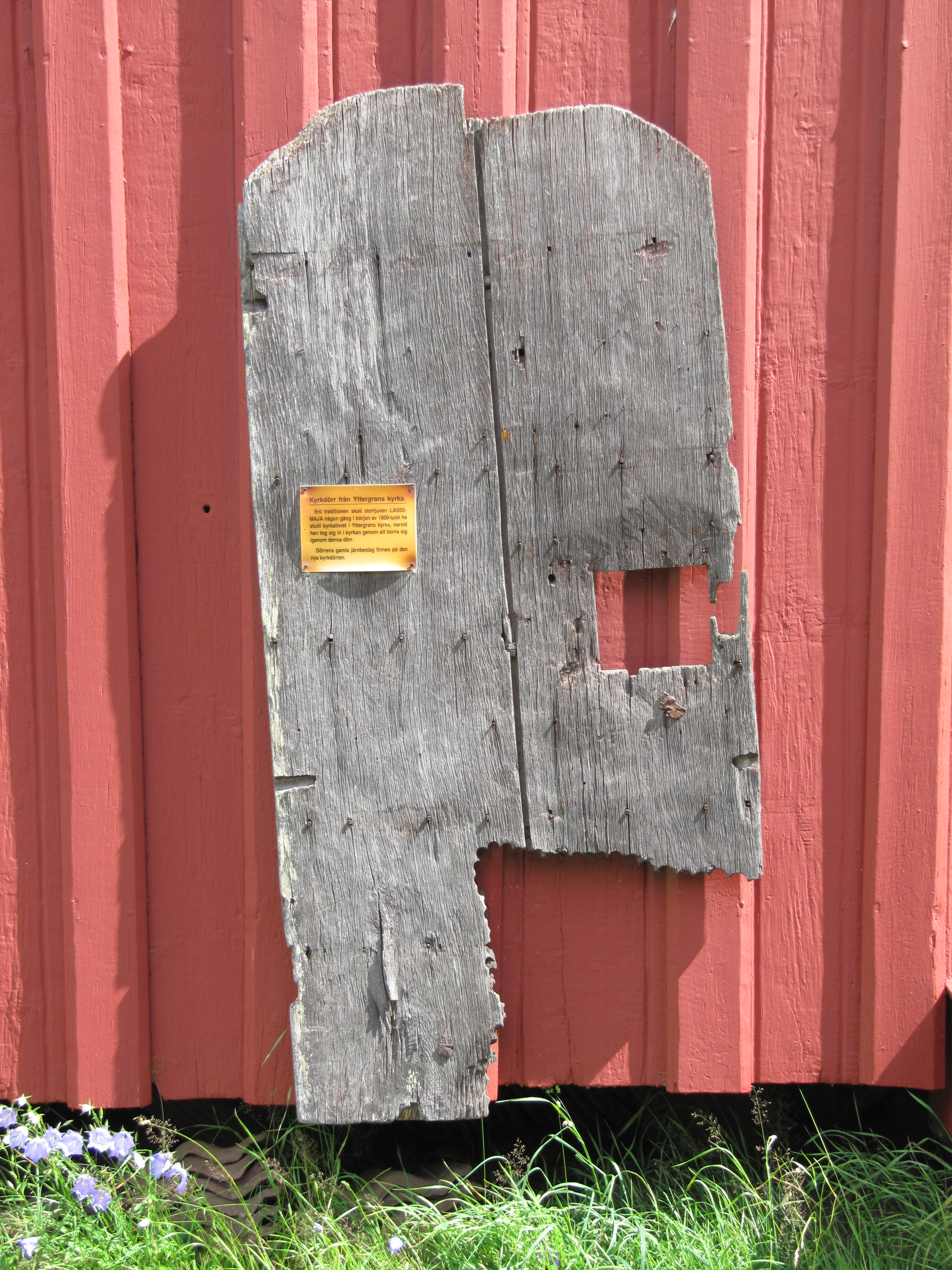
Gammal kyrkport
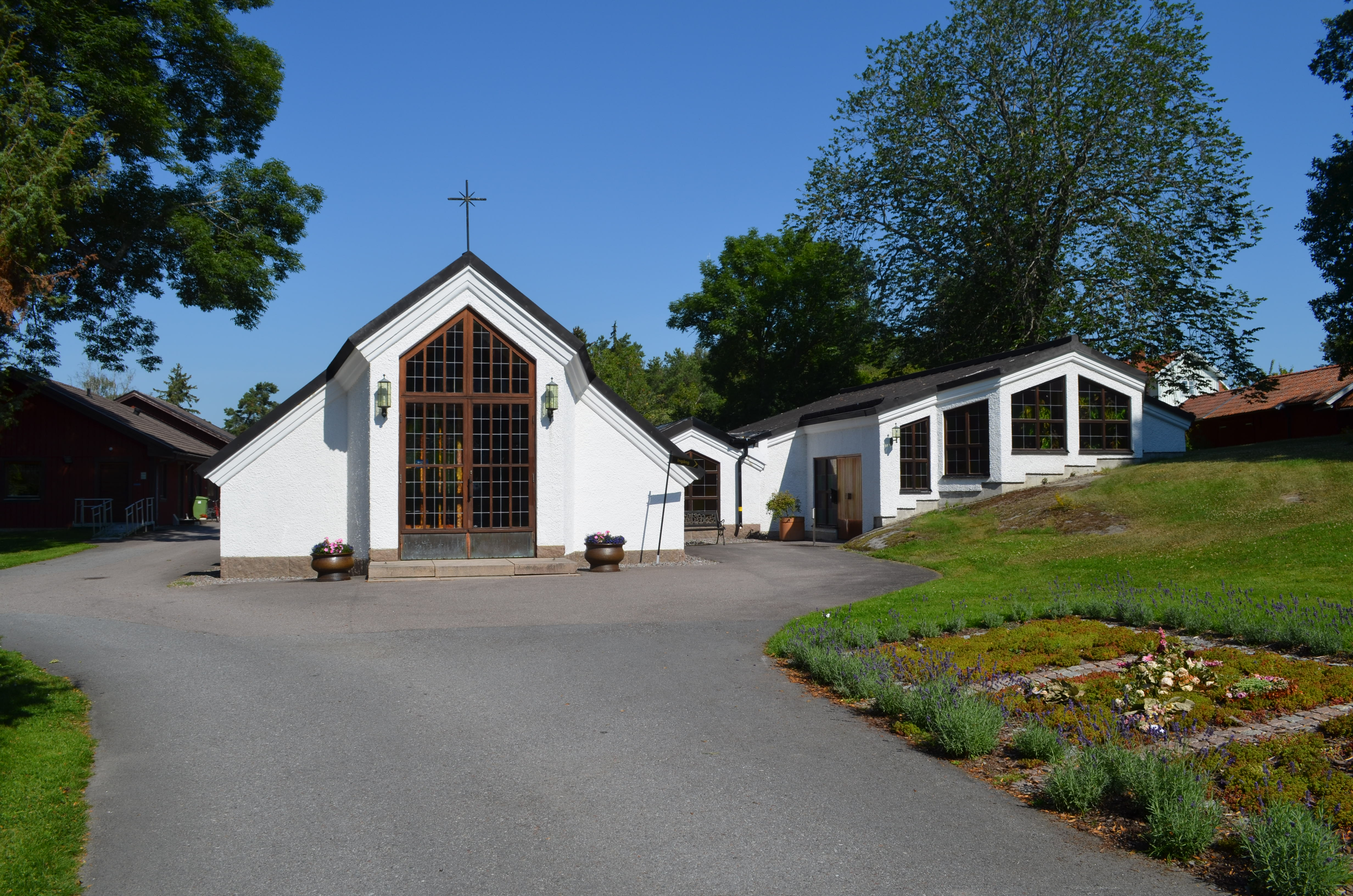
kapellet
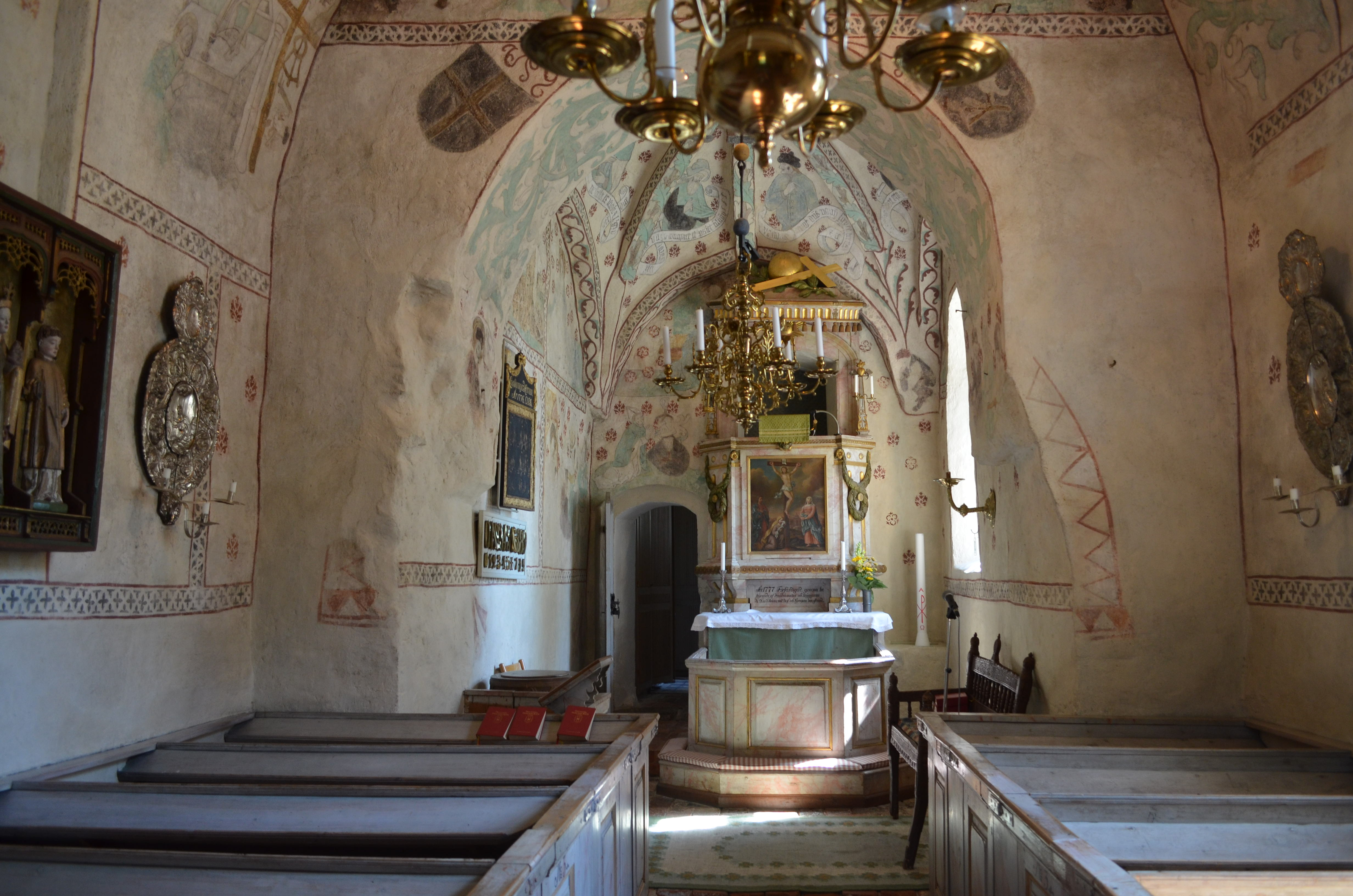
Yttergrans kyrkas kyrksal
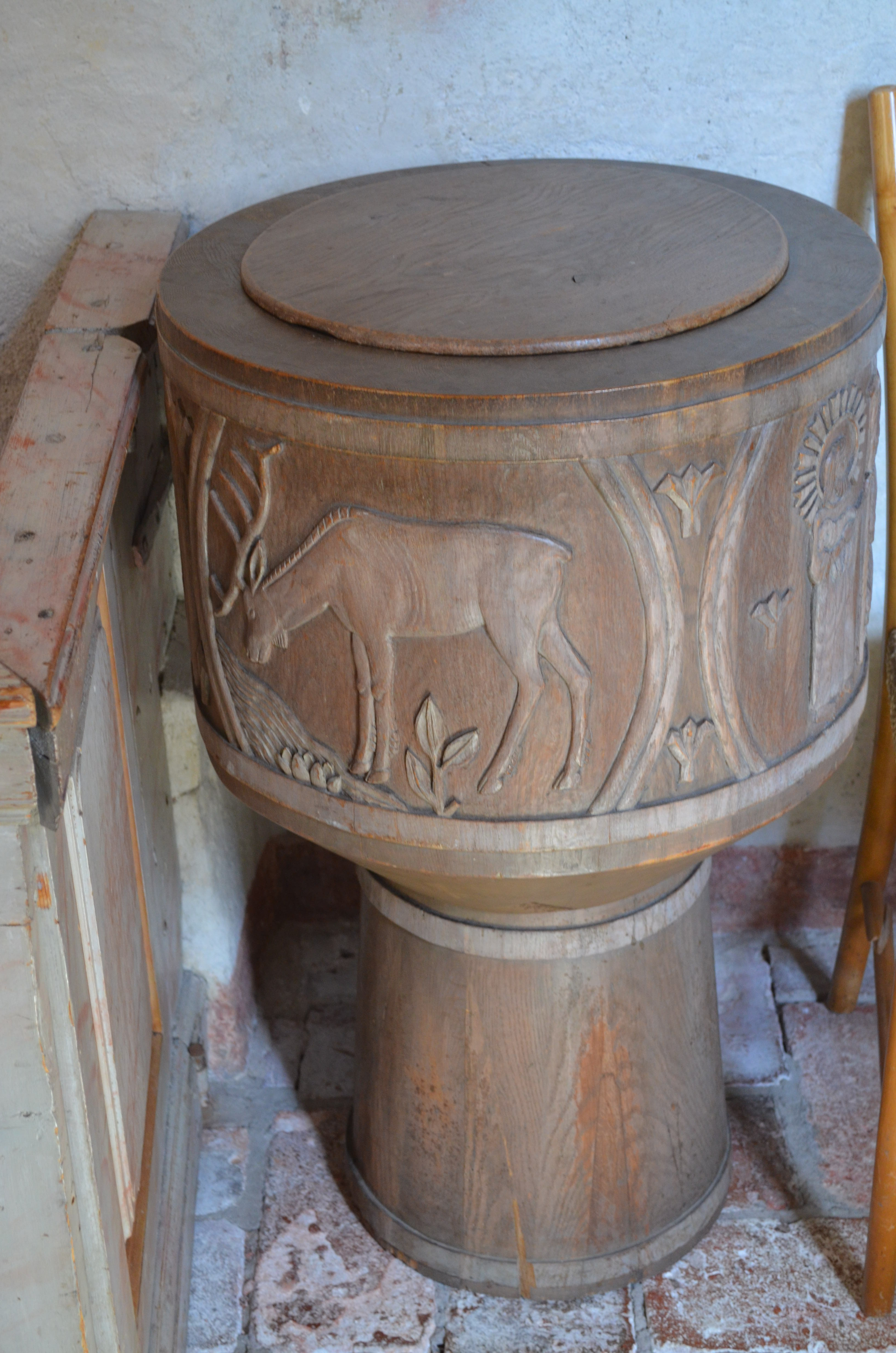
Yttergrans kyrkas dopfunt
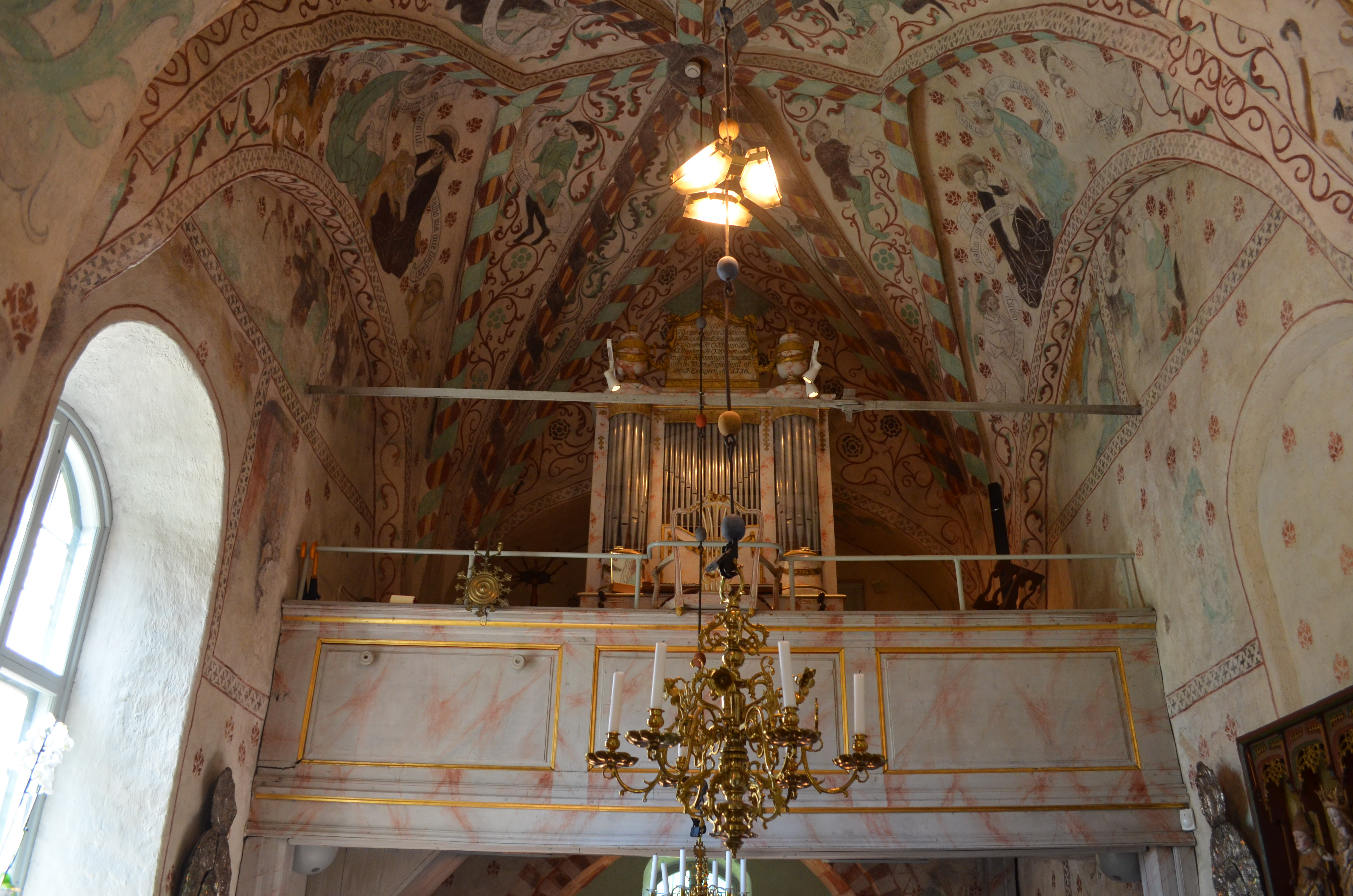
Yttergrans kyrkas kyrkorgel

### Webbkällor
- Upplandia.se - En site om Uppland
- www.formonline.se
- Orgeln i Yttergran kyrka, Svenska orgelsällskapet